# Josi Madmoni
Josi Madmoni (* 22. března 1967 v Jeruzalémě, hebrejsky: יוסי מדמוני, přepisováno též jako Yossi Madmony) je izraelský režisér, scenárista a herec.
Film Restaurátor, který režíroval, obdržel v červenci 2011 na Mezinárodním filmovém festivalu Karlovy Vary hlavní soutěžní cenu Křišťálový glóbus.

## Režie

### Filmy
- ha-Mangalistim – 2003
- Restaurátor – 2010

### Seriály
- Bat Yam-New York – 1995-1997
- Alilot David – 1998
- Take Away- 2001

## Scénáře

### Filmy
- ha-Mangalistim – 2003

### Seriály
- Bat Yam-New York – 1995
- Alilot David – 1998
- Take Away – 2001
- Srugim – 2008

### Dokumenty
- ha-Madrich la-Mahapecha – 2010

## Herecké role

### Filmy
- ha-Mešotet – 2010

### Seriály
- Bat Yam-New York – 1995-1997